# Campeonato Português de Xadrez
O Campeonato Português de Xadrez é uma competição anual de xadrez de Portugal que determina o campeão e campeã nacional. A primeira edição foi realizada em 1911, mas só a partir da década de 1950 que o campeonato passou a ser realizado anualmente, com algumas exceções.

## Vencedores
| Edição | Ano  | Campeão              |
| ------ | ---- | -------------------- |
| 1      | 1911 | António Maria Pires  |
| 2      | 1926 | Mário Machado        |
| 3      | 1940 | João Moura           |
| 4      | 1942 | Carlos Pires         |
| 5      | 1944 | Carlos Pires         |
| 6      | 1946 | Mário Machado        |
| 7      | 1947 | Leonel Pias          |
| 8      | 1948 | Mário Machado        |
| 9      | 1951 | João Moura           |
| 10     | 1952 | João Moura           |
| 11     | 1953 | Daniel Oliveira      |
| 12     | 1954 | João Mário Ribeiro   |
| 13     | 1955 | Joaquim Durão        |
| 14     | 1956 | Joaquim Durão        |
| 15     | 1958 | Joaquim Durão        |
| 16     | 1959 | Joaquim Durão        |
| 17     | 1960 | Joaquim Durão        |
| 18     | 1961 | Joaquim Durão        |
| 19     | 1962 | Joaquim Durão        |
| 20     | 1963 | João Mário Ribeiro   |
| 21     | 1964 | Joaquim Durão        |
| 22     | 1965 | Joaquim Durão        |
| 23     | 1966 | João Maria Cordovil  |
| 24     | 1967 | João Maria Cordovil  |
| 25     | 1968 | Joaquim Durão        |
| 26     | 1969 | João Maria Cordovil  |
| 27     | 1970 | Joaquim Durão        |
| 28     | 1971 | João Mário Ribeiro   |
| 29     | 1972 | Joaquim Durão        |
| 30     | 1973 | Joaquim Durão        |
| 31     | 1975 | Fernando Silva       |
| 32     | 1976 | Fernando Silva       |
| 33     | 1977 | Fernando Silva       |
| 34     | 1978 | Luís Santos          |
| 35     | 1979 | Luís Santos          |
| 36     | 1980 | António Fernandes    |
| 37     | 1981 | Fernando Silva       |
| 38     | 1982 | Luís Santos          |
| 39     | 1983 | António Fernandes    |
| 40     | 1984 | António Fernandes    |
| 41     | 1985 | António Fernandes    |
| 42     | 1986 | Rui Dâmaso           |
| 43     | 1987 | Fernando Silva       |
| 44     | 1988 | António Antunes      |
| 45     | 1989 | António Fernandes    |
| 46     | 1990 | António Fernandes    |
| 47     | 1991 | António Fernandes    |
| 48     | 1992 | António Fernandes    |
| 49     | 1993 | MI Rui Dâmaso        |
| 50     | 1994 | Luís Galego          |
| 51     | 1995 | MI Rui Dâmaso        |
| 52     | 1996 | António Fernandes    |
| 53     | 1997 | Fernando Ribeiro     |
| 54     | 1998 | Carlos Santos        |
| 55     | 1999 | MI Rui Dâmaso        |
| 56     | 2000 | Carlos Santos        |
| 57     | 2001 | António Fernandes    |
| 58     | 2002 | Luís Galego          |
| 59     | 2003 | Diogo Fernando       |
| 60     | 2004 | Luís Galego          |
| 61     | 2005 | Luís Galego          |
| 62     | 2006 | GM António Fernandes |
| 63     | 2007 | MI Rui Dâmaso        |
| 64     | 2008 | GM António Fernandes |
| 64     | 2009 | MI Rúben Pereira     |
| 64     | 2010 | MF Paulo Dias        |
| 65     | 2011 | MI Paulo Dias        |
| 66     | 2012 | GM Luís Galego       |
| 67     | 2013 | MI Rui Dâmaso        |
| 68     | 2014 | GM António Fernandes |
| 69     | 2015 | GM António Fernandes |
| 70     | 2016 | GM António Fernandes |
| 71     | 2017 | MI André Sousa       |
| 72     | 2018 | GM António Fernandes |
| 73     | 2019 | André V.Sousa        |
| 74     | 2020 | André V.Sousa        |
| 75     | 2021 | André v.Sousa        |
| 76     | 2022 | André V.Sousa        |
| 77     | 2023 | Jose G.Santos        |

| Edição | Ano  | Campeã                          |
| ------ | ---- | ------------------------------- |
| 1      | 1994 | Tânia Saraiva                   |
| 2      | 1996 | Alda Carvalho                   |
| 3      | 1997 | Tânia Saraiva                   |
| 4      | 1998 | Alda Carvalho                   |
| 5      | 1999 | Catarina Leite                  |
| 6      | 2000 | Catarina Leite                  |
| 7      | 2001 | Catarina Leite                  |
| 8      | 2002 | Catarina Leite                  |
| 9      | 2003 | Catarina Leite                  |
| 10     | 2004 | Catarina Leite                  |
| 11     | 2005 | Catarina Leite                  |
| 12     | 2006 | Catarina Leite                  |
| 13     | 2007 | Margarida Coimbra               |
| 14     | 2008 | Ana Filipa Baptista             |
| 15     | 2009 | Ana Filipa Baptista             |
| 16     | 2010 | Ana Ferreira                    |
| 17     | 2011 | Margarida Coimbra               |
| 18     | 2012 | Catarina Leite                  |
| 19     | 2013 | Maria Inês Oliveira             |
| 20     | 2014 | Maria Inês Oliveira             |
| 21     | 2015 | Ana Inês Teixeira da Silva      |
| 22     | 2016 | WFM Ana Filipa Baptista         |
| 23     | 2017 | WFM Ana Filipa Baptista         |
| 24     | 2018 | Ariana Pintor                   |
| 25     | 2019 | Mariana Sofia Teixeira da Silva |
| 26     | 2020 | Sara Soares                     |
| 27     | 2021 | Filipa Fortuna Pipiras          |
| 28     | 2022 | Mariana Sofia Teixeira da Silva |
| 29     | 2023 | Mariana Sofia Teixeira da Silva |
| 30     | 2024 | Ana Inês Teixeira da Silva      |

O campeonato de 2011 foi decidido numa partida entre o Mestre Internacional de Xadrez Paulo Dias e o Mestre FIDE José Padeiro, realizada entre 21 e 24 de outubro do mesmo ano em Coimbra. 
O campeonato de 2013 foi decidido numa partida entre os Mestres Internacionais de Xadrez Sérgio Rocha e Rui Dâmaso, realizada entre 2 e 4 de outubro do mesmo ano em Barreiro.

## Campeões portugueses de xadrez por correspondência
1. Virgilio Lopes (1950-1953)
2. João Maria Cordovil (1960-1963)
3. João Maria Cordovil (1964-1967)
4. Alvaro Pereira - Luis Santos (1976-1978)
5. João Maria Cordovil (1985-1988)
6. João Maria Cordovil (1989-1991)
7. Jose Goncalves (1992-1995)
8. Jose Goncalves (1996-1999)
9. Antonio Demetrio (2000-2003)
10. Joaquim Pedro Soberano (2003-2006)
11. Fernando Costa Cleto (2005-2007)  [10]
12. Antonio Brito Moura (2011-2012)  [11]
13. Carlos Salvador Marques (2015-2018)  [12]